# Keresztes Gábor (labdarúgó)
Keresztes Gábor (Csatár, 1937. december 18. – Tilburg, 2019. április 15. előtt) labdarúgó, csatár.

## Pályafutása
A Vasas Izzó csapatában kezdte a labdarúgást. 1956-ban nyugatra távozott. Külföldi pályafutását a nyugatnémet 1. FC Saarbrücken csapatában kezdte. Játszott még a holland Willem II együttesében is.